# Ramiro 2. af Aragonien
Ramiro 2., kaldet Ramiro Munken (spansk: Ramiro el Monje; arabisk: Remiro o Monche) (født 1086, død 16. august 1157 i Huesca) var konge af Aragonien fra 1134 til han trak sig tilbage i 1137. Han var den sidste konge af Aragonien fra Huset Jiménez.
Han var den yngste søn af kong Sancho Ramírez af Aragonien og Navarra og Felicia af Roucy. Han efterfulgte sin storebror kong Alfons 1. i 1134, men trak sig tilbage fra tronen i 1137. Han blev efterfulgt på tronen af sin mindreårige datter, Petronella, der var forlovet med grev Ramon Berenguer 4. af Barcelona og regerede på hendes vegne.